# Rudrapur (Uttar Pradesh)
Rudrapur – miasto w północnych Indiach w stanie Uttar Pradesh, na Nizinie Hindustańskiej.
Populacja miasta w 2001 roku wynosiła 28 324 mieszkańców.